# 埃伊
埃伊（法語：Heilly，法語發音：[ɛji]）是法国上法蘭西大區索姆省的一个市镇，属于亚眠区。

## 地理
埃伊（49°57'14"N, 2°32'13"E）面积9.37 平方千米，位于法国上法蘭西大區索姆省，该省份为法国北部沿海省份，北起加来海峡省和北部省，西接滨海塞纳省和大西洋英吉利海峡，南至瓦兹省，东临埃纳省。
与埃伊接壤的市镇（或旧市镇、城区）包括：拜济约、博奈、科尔比、弗朗维莱尔、梅里库尔拉贝、昂克尔河畔里布蒙。

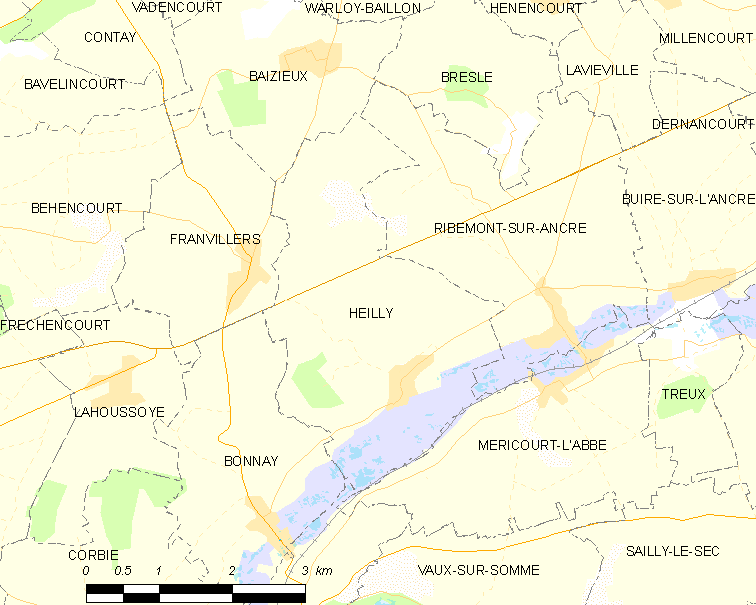
埃伊的OSM定位图

埃伊的时区为UTC+01:00、UTC+02:00（夏令时）。

## 行政
埃伊的邮政编码为80800，INSEE市镇编码为80426。

## 政治
埃伊所属的省级选区为科尔比县。

## 人口

1962-2008年间埃伊人口变化图示

埃伊于2022年1月1日时的人口数量为440人。